# Valerij Lučkevyč
Valerij Ihorovyč Lučkevyč (in ucraino Валерій Ігорович Лучкевич?; traslitterazione anglosassone: Valeriy Luchkevych; Zaporižžja, 11 gennaio 1996) è un calciatore ucraino, difensore del Kolos Kovalivka.

## Caratteristiche tecniche
Terzino destro, può giocare come esterno di centrocampo o d'attacco sulla stessa fascia. Velocista, fa della corsa la sua dote migliore ed essendo anche in possesso di una buona resistenza, spesso ritorna ad aiutare in difesa.

## Palmarès

### Competizioni nazionali
- Coppa del Belgio: 1

Standard Liegi: 2017-2018